# Wheels of Steel
Wheels of Steel é o segundo álbum da banda britânica Saxon, lançado em 1980, e é do gênero heavy metal. O disco até hoje é considerado um dos melhores álbuns da banda. Muitas músicas do álbum ainda fazem parte do set list das turnês atuais. Em 2009, uma edição remasterizada foi lançada com 8 faixas bônus, com músicas extraídas do concerto inaugural do Festival de Donington em 1980, além de demos e B-sides. 
Wheels of Steel estreou em quinto lugar nas paradas musicais inglesas, e ganhou Certificado de Ouro pela BPI no ano seguinte. O sucesso do disco impulsionou a carreira do grupo, permitindo que uma turnê como headliner ocorresse no ano de 1980.

## Faixas
Todas as faixas escritas e compostas por Byford/Quinn/Oliver/Dawson/Gill. 
| N.º | Título                         | Duração |  |
| 1.  | "Motorcycle Man"               | 3:56    |  |
| 2.  | "Stand Up and Be Counted"      | 3:09    |  |
| 3.  | "747 (Strangers in the Night)" | 4:58    |  |
| 4.  | "Wheels of Steel"              | 5:58    |  |
| 5.  | "Freeway Mad"                  | 2:41    |  |
| 6.  | "See the Light Shining"        | 4:55    |  |
| 7.  | "Street Fighting Gang"         | 3:12    |  |
| 8.  | "Suzie Hold On"                | 4:34    |  |
| 9.  | "Machine Gun"                  | 5:23    |  |

## Integrantes
- Biff Byford - Vocais
- Graham Oliver - Guitarra
- Paul Quinn - Guitarra
- Steve Dawson - Baixo
- Pete Gill - Bateria